# Schaenicoscelis exilis
Schaenicoscelis exilis là một loài nhện trong họ Oxyopidae.
Loài này thuộc chi Schaenicoscelis. Schaenicoscelis exilis được Cândido Firmino de Mello-Leitão miêu tả năm 1930.